# Bakuto
Bakuto là tầng lớp những người lang thang khắp nơi và sống bằng nghề đánh bạc ở Nhật Bản. Họ góp một vai trò rất quan trọng mảng truyền thống Nhật Bản về cờ bạc, trong tục lệ "chặt ngón tay" (Yubitsume) của yakuza và cùng với Tekiya, là tiền thân của yakuza ngày nay.

## Lịch sử
Trong thời Edo, đã xuất hiện 1 tầng lớp người mới với nghệ danh "bakuto", để ám chỉ những người tinh thông nghệ thuật cờ bạc. Những kẻ có quyền chức và tiền bạc thường thuê Bakuto để đánh bạc với những người giúp việc có máu đỏ đen, để có thể bòn rút lại ít nhiều khoản tiền công phải trả cho họ.
Bakuto là 1 biểu tượng về sự hiểu biết trong giới cờ bạc, được tổ chức và đào tạo tự nhiên, qua các kiến thức mà họ tự thu thập qua mỗi lần nhập sới. Những ai nắm bắt nhanh các mánh khóe, làm chủ vận may, hay là người quen của nhà cái đều có thể trở thành 1 bakuto. một số bakuto, có những trò ảo thuật về bài lá và những con súc sắc, mà không phải ai tập luyện chăm chỉ cũng có thể thực hiện được. Đa số các Bakuto có kết cục đáng buồn, khi lừa đảo quá nhiều để bị chém.

## Yakuza, Yubitsume & Irezumi
Yakuza là 1 từ dùng để chỉ giới xã hội đen Nhật. Nhưng ý nghĩa của từ này bắt nguồn từ 1 kết quả trong trò bài lá hanafuda (bài hoa) của Nhật, gần như Blackjack (Xi`za'k). Mỗi người chơi được chia 3 lá bài, tổng của chúng là kết quả cuối cùng. Kết quả được 20 là kém nhất, với số điểm tổng = 0. Một người thua với những lá bài là 8(ya) - 9(ku) - 3(sa) thì quá tệ, nên từ này dần được sử dụng để biểu thị một cái gì đó vô dụng. Cụm từ này ban đầu được lưu hành trong giới bakuto để chỉ chính bản thân họ, những kẻ vô công rồi nghề, vô danh không giúp ích được gì cho xã hội.
Yubitsume, tục lệ cắt ngón tay cũng được bakuto đặt ra. Đốt trên cùng của ngón út sẽ bị cắt bỏ, nếu 1 bakuto bị phát hiện ăn gian, tạo thành 1 điểm yếu trên bàn tay mà vì nó, những tay cờ bạc lão luyện sẽ không thể cầm chắc tông được. Yubitsume thường được sử dụng như một lời xin lỗi gửi tới oyabun. Lần phạm lỗi tiếp theo có nghĩa là chặt đốt tiếp theo của ngón út hay đốt trên cùng của ngón khác. Cắt ngón tay cũng được coi là hình phạt cuối trước khi 1 yakuza bị trục xuất khỏi đội.
Hình xăm (Irezumi) được sử dụng cũng từ giới tội phạm bakuto. Bakuto giang hồ đã từng phạm tội thường xãm một vòng màu đen quanh bắp tay. Xăm mình sớm trở thành một cuộc thử thách sức chịu đựng, sức khoẻ khi họ phải thực hiện toàn bộ quá trình trong nhiều giờ để có được 1 hình xăm hoàn chỉnh. Hình xăm cũng sẽ tạo nên một dấu hiệu đặc biệt ngăn cách họ với xã hội.